# Coppa del Mondo di short track 2012
La Coppa del Mondo di short track 2012 è iniziata il 22 ottobre 2011 ed è finita il 12 febbraio 2012. La competizione è stata organizzata dalla ISU, la quale gestisce anche le gare di Coppa del Mondo e i campionati mondiali di pattinaggio di velocità su ghiaccio e pattinaggio di figura.

## Calendario
Sotto sono elencate le gare di Coppa del Mondo che sono state programmate per la stagione 2011/2012.
| Luogo          | Data                | Dettagli |
| -------------- | ------------------- | -------- |
| Salt Lake City | 22-23 ottobre 2011  |          |
| Saguenay       | 29-30 ottobre 2011  |          |
| Nagoya         | 3-4 dicembre 2011   |          |
| Shanghai       | 10-11 dicembre 2011 |          |
| Mosca          | 4-5 febbraio 2012   |          |
| Dordrecht      | 11-12 febbraio 2012 |          |

### Uomini

#### Salt Lake City
| Data            | Località          | Distanza         | Primo                      | Secondo                    | Terzo                          | Risultati ufficiali |
| --------------- | ----------------- | ---------------- | -------------------------- | -------------------------- | ------------------------------ | ------------------- |
| 23 ottobre 2011 | Utah Olympic Oval | 500 m            | Jon Eley Regno Unito       | Charles Hamelin Canada     | Evgenii Kozulin Russia         |                     |
| 22 ottobre 2011 | Utah Olympic Oval | 1000 m           | Kwak Yoon-Gy Corea del Sud | Noh Jin-Kyu Corea del Sud  | François-Louis Tremblay Canada |                     |
| 22 ottobre 2011 | Utah Olympic Oval | 1500 m           | Charles Hamelin Canada     | Lee Ho-Suk Corea del Sud   | Lee Jung-Su Corea del Sud      |                     |
| 23 ottobre 2011 | Utah Olympic Oval | 1500 m           | Noh Jin-Kyu Corea del Sud  | Kwak Yoon-Gy Corea del Sud | J.R. Celski Stati Uniti        |                     |
| 23 ottobre 2011 | Utah Olympic Oval | staffetta 5000 m | Canada                     | Regno Unito                | Corea del Sud                  |                     |

#### Saguenay
| Data            | Località              | Distanza         | Primo                          | Secondo                    | Terzo                    | Risultati ufficiali |
| --------------- | --------------------- | ---------------- | ------------------------------ | -------------------------- | ------------------------ | ------------------- |
| 29 ottobre 2011 | Centre Georges-Vézina | 500 m            | Olivier Jean Canada            | Charles Hamelin Canada     | Vladimir Grigorev Russia |                     |
| 30 ottobre 2011 | Centre Georges-Vézina | 500 m            | François-Louis Tremblay Canada | Guillaume Bastille Canada  | Liang Wenhao Cina        |                     |
| 30 ottobre 2011 | Centre Georges-Vézina | 1000 m           | Charles Hamelin Canada         | Michael Gilday Canada      | Olivier Jean Canada      |                     |
| 29 ottobre 2011 | Centre Georges-Vézina | 1500 m           | Noh Jinkyu Corea del Sud       | Kwak Yoon-Gy Corea del Sud | Yuzo Takamido Giappone   |                     |
| 30 ottobre 2011 | Centre Georges-Vézina | Staffetta 5000 m | Corea del Sud                  | Russia                     | Canada                   |                     |

#### Nagoya
| Data            | Località           | Distanza               | Primo                      | Secondo                    | Terzo                   | Risultati ufficiali |
| --------------- | ------------------ | ---------------------- | -------------------------- | -------------------------- | ----------------------- | ------------------- |
| 4 dicembre 2011 | Nippon Gaishi Hall | 500 m                  | Olivier Jean Canada        | Liang Wenhao Cina          | Gong Qiuwen Cina        |                     |
| 3 dicembre 2011 | Nippon Gaishi Hall | 1000 m                 | Kwak Yoon-Gy Corea del Sud | J.R. Celski Stati Uniti    | Seo Yi-ra Corea del Sud |                     |
| 4 dicembre 2011 | Nippon Gaishi Hall | 1000 m                 | Charles Hamelin Canada     | Kwak Yoon-Gy Corea del Sud | Michael Gilday Canada   |                     |
| 3 dicembre 2011 | Nippon Gaishi Hall | 1500 m                 | Noh Jin-Kyu Corea del Sud  | Lee Ho-Suk Corea del Sud   | Charle Cournoyer Canada |                     |
| 4 dicembre 2011 | Nippon Gaishi Hall | staffetta 5000 m relay | Cina                       | Russia                     | Giappone                |                     |

#### Shanghai
| Data             | Località                        | Distanza         | Primo                      | Secondo                | Terzo                      | Risultati ufficiali |
| ---------------- | ------------------------------- | ---------------- | -------------------------- | ---------------------- | -------------------------- | ------------------- |
| 10 dicembre 2011 | Shanghai Oriental Sports Center | 500 m            | Olivier Jean Canada        | Gong Qiuwen Cina       | Daan Breeuwsma Paesi Bassi |                     |
| 11 dicembre 2011 | Shanghai Oriental Sports Center | 500 m            | Charles Hamelin Canada     | Jon Eley Regno Unito   | Liang Wenhao Cina          |                     |
| 11 dicembre 2011 | Shanghai Oriental Sports Center | 1000 m           | Kwak Yoon-Gy Corea del Sud | Olivier Jean Canada    | Noh Jinkyu Corea del Sud   |                     |
| 10 dicembre 2011 | Shanghai Oriental Sports Center | 1500 m           | Noh Jinkyu Corea del Sud   | Charles Hamelin Canada | Kwak Yoon-Gy Corea del Sud |                     |
| 11 dicembre 2011 | Shanghai Oriental Sports Center | staffetta 5000 m | Cina                       | Canada                 | Regno Unito                |                     |

#### Mosca
| Data            | Località        | Distanza         | Primo                      | Secondo                        | Terzo                    | Risultati ufficiali |
| --------------- | --------------- | ---------------- | -------------------------- | ------------------------------ | ------------------------ | ------------------- |
| 5 febbraio 2012 | Megasport Arena | 500 m            | Olivier Jean Canada        | Liam McFarlane Canada          | Charles Hamelin Canada   |                     |
| 4 febbraio 2012 | Megasport Arena | 1000 m           | Kwak Yoon-Gy Corea del Sud | Noh Jin-Kyu Corea del Sud      | Liang Wenhao Cina        |                     |
| 4 febbraio 2012 | Megasport Arena | 1500 m           | Lee Jung-Su Corea del Sud  | John-Henry Krueger Stati Uniti | Lee Ho-Suk Corea del Sud |                     |
| 5 febbraio 2012 | Megasport Arena | 1500 m           | Noh Jin-Kyu Corea del Sud  | Sin Da Woon Corea del Sud      | J.R. Celski Stati Uniti  |                     |
| 5 febbraio 2012 | Megasport Arena | staffetta 5000 m | Canada                     | Corea del Sud                  | Cina                     |                     |

#### Dordrecht
| Data             | Località | Distanza         | Primo                     | Secondo                    | Terzo                          | Risultati ufficiali |
| ---------------- | -------- | ---------------- | ------------------------- | -------------------------- | ------------------------------ | ------------------- |
| 12 febbraio 2012 |          | 500 m            | Simon Cho Stati Uniti     | Kwak Yoon-Gy Corea del Sud | Francois Louis-Tremblay Canada |                     |
| 11 febbraio 2012 |          | 1000 m           | Guillaume Bastille Canada | Sjinkie Knegt Paesi Bassi  | Niels Kerstholt Paesi Bassi    |                     |
| 12 febbraio 2012 |          | 1000 m           | Noh Jinkyu Corea del Sud  | Olivier Jean Canada        | J.R. Celski Stati Uniti        |                     |
| 11 febbraio 2012 |          | 1500 m           | Noh Jinkyu Corea del Sud  | Sin Da Woon Corea del Sud  | Semën Elistratov Russia        |                     |
| 12 febbraio 2012 |          | staffetta 5000 m | Paesi Bassi               | Canada                     | Corea del Sud                  |                     |

### Donne

#### Salt Lake City
| Data            | Località          | Distanza         | Primo                         | Secondo                     | Terzo                       | Risultati ufficiali |
| --------------- | ----------------- | ---------------- | ----------------------------- | --------------------------- | --------------------------- | ------------------- |
| 23 ottobre 2011 | Utah Olympic Oval | 500 m            | Marianne St-Gelais Canada     | Martina Valcepina Italia    | Jessica Smith Stati Uniti   |                     |
| 22 ottobre 2011 | Utah Olympic Oval | 1000 m           | Yui Sakai Giappone            | Lana Gehring Stati Uniti    | Alyson Dudek Stati Uniti    |                     |
| 22 ottobre 2011 | Utah Olympic Oval | 1500 m           | Katherine Reutter Stati Uniti | Valerie Maltais Canada      | Lee Eun-byeol Corea del Sud |                     |
| 23 ottobre 2011 | Utah Olympic Oval | 1500 m           | Katherine Reutter Stati Uniti | Lee Eun-byeol Corea del Sud | Li Jianrou Cina             |                     |
| 23 ottobre 2011 | Utah Olympic Oval | staffetta 3000 m | Cina                          | Corea del Sud               | Russia                      |                     |

#### Saguenay
| Data            | Località              | Distanza         | Primo                     | Secondo                     | Terzo                   | Risultati ufficiali |
| --------------- | --------------------- | ---------------- | ------------------------- | --------------------------- | ----------------------- | ------------------- |
| 29 ottobre 2011 | Centre Georges-Vézina | 500 m            | Marianne St-Gelais Canada | Martina Valcepina Italia    | Liu Qiuhong Cina        |                     |
| 30 ottobre 2011 | Centre Georges-Vézina | 500 m            | Arianna Fontana Italia    | Martina Valcepina Italia    | Liu Qiuhong Cina        |                     |
| 30 ottobre 2011 | Centre Georges-Vézina | 1000 m           | Marianne St-Gelais Canada | Elise Christie Regno Unito  | Cho Ha-Ri Corea del Sud |                     |
| 29 ottobre 2011 | Centre Georges-Vézina | 1500 m           | Arianna Fontana Italia    | Lee Eun-byeol Corea del Sud | Cho Ha-Ri Corea del Sud |                     |
| 30 ottobre 2011 | Centre Georges-Vézina | staffetta 3000 m | Cina                      | Canada                      | Giappone                |                     |

#### Nagoya
| Data            | Località           | Distanza         | Primo                  | Secondo                    | Terzo                         | Risultati ufficiali |
| --------------- | ------------------ | ---------------- | ---------------------- | -------------------------- | ----------------------------- | ------------------- |
| 4 dicembre 2011 | Nippon Gaishi Hall | 500 m            | Arianna Fontana Italia | Yui Sakai Giappone         | Martina Valcepina Italia      |                     |
| 3 dicembre 2011 | Nippon Gaishi Hall | 1000 m           | Yui Sakai Giappone     | Elise Christie Regno Unito | Katherine Reutter Stati Uniti |                     |
| 4 dicembre 2011 | Nippon Gaishi Hall | 1000 m           | Li Jianrou Cina        | Lin Meng Cina              | Xiao Han Cina                 |                     |
| 3 dicembre 2011 | Nippon Gaishi Hall | 1500 m           | Arianna Fontana Italia | Cho Ha-Ri Corea del Sud    | Lana Gehring Stati Uniti      |                     |
| 4 dicembre 2011 | Nippon Gaishi Hall | staffetta 3000 m | Italia                 | Giappone                   | Cina                          |                     |

#### Shanghai
| Data             | Località                        | Distanza         | Primo                         | Secondo                       | Terzo                     | Risultati ufficiali |
| ---------------- | ------------------------------- | ---------------- | ----------------------------- | ----------------------------- | ------------------------- | ------------------- |
| 10 dicembre 2011 | Shanghai Oriental Sports Center | 500 m            | Fan Kexin Cina                | Liu Qiuhong Cina              | Jessica Smith Stati Uniti |                     |
| 11 dicembre 2011 | Shanghai Oriental Sports Center | 500 m            | Arianna Fontana Italia        | Liu Qiuhong Cina              | Fan Kexin Cina            |                     |
| 11 dicembre 2011 | Shanghai Oriental Sports Center | 1000 m           | Katherine Reutter Stati Uniti | Li Jianrou Cina               | Sakai Yui Giappone        |                     |
| 10 dicembre 2011 | Shanghai Oriental Sports Center | 1500 m           | Cho Ha-Ri Corea del Sud       | Katherine Reutter Stati Uniti | Xiao Han Cina             |                     |
| 11 dicembre 2011 | Shanghai Oriental Sports Center | staffetta 3000 m | Cina                          | Stati Uniti                   | Giappone                  |                     |

#### Mosca
| Data            | Località        | Distanza         | Primo                       | Secondo                     | Terzo                    | Risultati ufficiali |
| --------------- | --------------- | ---------------- | --------------------------- | --------------------------- | ------------------------ | ------------------- |
| 5 febbraio 2012 | Megasport Arena | 500 m            | Fan Kexin Cina              | Arianna Fontana Italia      | Liu Qiuhong Cina         |                     |
| 4 febbraio 2012 | Megasport Arena | 1000 m           | Elise Christie Regno Unito  | Liu Qiuhong Cina            | Yui Sakai Giappone       |                     |
| 4 febbraio 2012 | Megasport Arena | 1500 m           | Cho Ha-Ri Corea del Sud     | Lee Eun-byeol Corea del Sud | Valerie Maltais Canada   |                     |
| 5 febbraio 2012 | Megasport Arena | 1500 m           | Lee Eun-byeol Corea del Sud | Cho Ha-Ri Corea del Sud     | Lana Gehring Stati Uniti |                     |
| 5 febbraio 2012 | Megasport Arena | staffetta 3000 m | Cina                        | Stati Uniti                 | Paesi Bassi              |                     |

#### Dordrecht
| Data             | Località | Distanza         | Primo                     | Secondo                     | Terzo                    | Risultati ufficiali |
| ---------------- | -------- | ---------------- | ------------------------- | --------------------------- | ------------------------ | ------------------- |
| 12 febbraio 2012 |          | 500 m            | Arianna Fontana Italia    | Marianne St-Gelais Canada   | Martina Valcepina Italia |                     |
| 11 febbraio 2012 |          | 1000 m           | Marianne St-Gelais Canada | Jorien Ter Mors Paesi Bassi | Liu Qiuhong Cina         |                     |
| 12 febbraio 2012 |          | 1000 m           | Lana Gehring Stati Uniti  | Marie-Ève Drolet Canada     | Li Jianrou Cina          |                     |
| 11 febbraio 2012 |          | 1500 m           | Lana Gehring Stati Uniti  | Cho Ha-Ri Corea del Sud     | Fan Kexin Cina           |                     |
| 12 febbraio 2012 |          | staffetta 3000 m | Cina                      | Stati Uniti                 | Giappone                 |                     |

## Classifiche

### Uomini

#### 500 metri
| Pos | Nome            | Nazione     | Punti |
| --- | --------------- | ----------- | ----- |
| 1   | Olivier Jean    | Canada      | 4000  |
| 2   | Charles Hamelin | Canada      | 3240  |
| 3   | Liang Wenhao    | Cina        | 2970  |
| 4   | Gong Qiuwen     | Cina        | 2798  |
| 5   | Jon Eley        | Regno Unito | 2719  |

#### 1000 metri
| Pos | Nome            | Nazione       | Punti |
| --- | --------------- | ------------- | ----- |
| 1   | Kwak Yoon-Gy    | Corea del Sud | 5312  |
| 2   | Noh Jin-Kyu     | Corea del Sud | 3896  |
| 3   | Olivier Jean    | Canada        | 3264  |
| 4   | Charles Hamelin | Canada        | 2000  |
| 5   | J.R. Celski     | Stati Uniti   | 1996  |

#### 1500 metri
| Pos | Nome            | Nazione       | Punti |
| --- | --------------- | ------------- | ----- |
| 1   | Noh Jinkyu      | Corea del Sud | 6000  |
| 2   | Sin Da Woon     | Corea del Sud | 3280  |
| 3   | Kwak Yoon-Gy    | Corea del Sud | 2978  |
| 4   | Lee Ho-Suk      | Corea del Sud | 2240  |
| 5   | Charles Hamelin | Canada        | 2088  |

#### Staffetta 5000 metri
| Pos | Nazione       | Punti |
| --- | ------------- | ----- |
| 1.  | Canada        | 3600  |
| 2.  | Corea del Sud | 3080  |
| 3.  | Cina          | 2968  |
| 4.  | Russia        | 2522  |
| 5.  | Regno Unito   | 2362  |

### Donne

#### 500 metri
| Pos | Nome               | Nazione | Punti |
| --- | ------------------ | ------- | ----- |
| 1   | Arianna Fontana    | Italia  | 4800  |
| 2   | Martina Valcepina  | Italia  | 3942  |
| 3   | Liu Qiuhong        | Cina    | 3930  |
| 4   | Fan Kexin          | Cina    | 3690  |
| 5   | Marianne St-Gelais | Canada  | 3312  |

#### 1000 metri
| Pos | Nome               | Nazione     | Punti |
| --- | ------------------ | ----------- | ----- |
| 1   | Yui Sakai          | Giappone    | 4202  |
| 2   | Li Jianrou         | Cina        | 3312  |
| 3   | Elise Christie     | Regno Unito | 3230  |
| 4   | Lana Gehring       | Stati Uniti | 3152  |
| 5   | Marianne St-Gelais | Canada      | 2169  |

#### 1500 metri
| Pos | Nome              | Nazione       | Punti |
| --- | ----------------- | ------------- | ----- |
| 1   | Cho Ha-Ri         | Corea del Sud | 5040  |
| 2   | Lee Eun-byeol     | Corea del Sud | 4302  |
| 3   | Lana Gehring      | Stati Uniti   | 2952  |
| 4   | Katherine Reutter | Stati Uniti   | 2800  |
| 5   | Valerie Maltais   | Canada        | 2632  |

#### Staffetta 3000 metri
| Pos | Nazione     | Punti |
| --- | ----------- | ----- |
| 1.  | Cina        | 4000  |
| 2.  | Stati Uniti | 2810  |
| 3.  | Giappone    | 2720  |
| 4.  | Italia      | 2230  |
| 5.  | Canada      | 2086  |